# Sony α77 II
La Sony Alpha 77 II (ILCA-77M2), stilizzata come Sony α77 II, è una fotocamera a obiettivo intercambiabile rivolta all'amatore avanzato. Ha sostituito il modello Sony α77 nel giugno 2014. È simile nel design al suo predecessore, incluso l'uso di uno specchio trasparente SLT e di un mirino elettronico.